# (10569) Kinoshitamasao
(10569) Kinoshitamasao (1994 GQ) – planetoida z pasa głównego asteroid okrążająca Słońce w ciągu 4,97 lat w średniej odległości 2,91 j.a. Odkryta 8 kwietnia 1994 roku.